# DIC.NII.LAN.DAFT.ERD.ARK
DIC.NII.LAN.DAFT.ERD.ARK è l'undicesimo album, pubblicato nel 2011, del gruppo musicale D-A-D.

## Tracce
1. A New Age Moving In
2. I Want What She's Got
3. The End
4. Fast On Wheels
5. The Place Of The Heart
6. Last Time In Neverland
7. Breaking Them Heart By Heart
8. We All Fall Down
9. Wild Thing In The Woods
10. Can't Explain What It Means
11. Drag Me To The Curb
12. Your Lips Are Sealed

## Formazione
- Jesper Binzer - voce, chitarra
- Jacob Binzer - chitarra
- Stig Pedersen - basso
- Laust Sonne - batteria